# Meliniomyces vraolstadiae
Meliniomyces vraolstadiae är en svampart som beskrevs av Hambl. & Sigler 2005. Meliniomyces vraolstadiae ingår i släktet Meliniomyces, klassen Leotiomycetes, divisionen sporsäcksvampar och riket svampar.   Inga underarter finns listade i Catalogue of Life.